# Episodi di Un medico in famiglia (quinta stagione)
La quinta stagione della serie televisiva italiana Un medico in famiglia è stata trasmessa in prima visione su Rai 1 dal 15 marzo al 29 maggio 2007.
| nº | Titolo                          | Prima TV       | Ascolti        | Ascolti | Ascolti |
| nº | Titolo                          | Prima TV       | Telespettatori | Share   | Fonte   |
| -- | ------------------------------- | -------------- | -------------- | ------- | ------- |
| 1  | L'avventura continua            | 15 marzo 2007  | 7.518.000      | 27,62%  | [ 1 ]   |
| 2  | W l'autonomia                   | 15 marzo 2007  | 6.402.000      | 27,36%  | [ 1 ]   |
| 3  | Affronta la tigre               | 22 marzo 2007  | 7.007.000      | 25,36%  | [ 2 ]   |
| 4  | Poggio Fiorito Libero           | 22 marzo 2007  | 6.025.000      | 25,17%  | [ 2 ]   |
| 5  | Il gazebo della pace            | 29 marzo 2007  | 6.273.000      | 22,66%  | [ 3 ]   |
| 6  | La tigre e il fenicottero       | 29 marzo 2007  | 5.374.000      | 22,74%  | [ 3 ]   |
| 7  | Visioni                         | 5 aprile 2007  | 6.323.000      | 25,74%  | [ 4 ]   |
| 8  | Maria dove sei?                 | 5 aprile 2007  | 6.099.000      | 26,76%  | [ 4 ]   |
| 9  | Aggiungi un posto al tavolo     | 12 aprile 2007 | 6.473.000      | 24,03%  | [ 5 ]   |
| 10 | Giù la maschera                 | 12 aprile 2007 | 5.780.000      | 23,56%  | [ 5 ]   |
| 11 | Bisogni                         | 19 aprile 2007 | 6.354.000      | 23,39%  | [ 6 ]   |
| 12 | Conti in rosso                  | 19 aprile 2007 | 5.626.000      | 23,17%  | [ 6 ]   |
| 13 | Speriamo che sia una bambina    | 26 aprile 2007 | 6.404.000      | 23,85%  | [ 7 ]   |
| 14 | Concorrenza leale               | 26 aprile 2007 | 5.865.000      | 24,26%  | [ 7 ]   |
| 15 | La signora in rosso             | 1º maggio 2007 | 6.298.000      | 24,75%  | [ 8 ]   |
| 16 | La festa indiana                | 1º maggio 2007 | 6.034.000      | 25,59%  | [ 8 ]   |
| 17 | Due cuori e un capanno          | 8 maggio 2007  | 6.613.000      | 25,45%  | [ 9 ]   |
| 18 | L'amore è cieco                 | 8 maggio 2007  | 6.342.000      | 27,56%  | [ 9 ]   |
| 19 | Un fidanzato di troppo          | 15 maggio 2007 | 7.093.000      | 26,76%  | [ 10 ]  |
| 20 | A.A.A. fidanzato cercasi        | 15 maggio 2007 | 6.639.000      | 28,35%  | [ 10 ]  |
| 21 | Vendesi                         | 20 maggio 2007 | 5.724.000      | 25,01%  | [ 11 ]  |
| 22 | Ospite a sorpresa               | 22 maggio 2007 | 6.471.000      | 24,87%  | [ 12 ]  |
| 23 | Le bambine di Poggiofiorito     | 22 maggio 2007 |                |         |         |
| 24 | Laurea ad honorem               | 27 maggio 2007 | 5.851.000      | 25,62%  | [ 13 ]  |
| 25 | Addii                           | 29 maggio 2007 | 6.965.000      | 26,44%  | [ 14 ]  |
| 26 | Tutti i nodi vengono al pettine | 29 maggio 2007 | 6.863.000      | 30,49%  | [ 14 ]  |

- Cast fisso: Lino Banfi (Libero Martini), Lunetta Savino (Cettina), Margot Sikabonyi (Maria), David Sebasti (Emilio Villari), Shivani Ghai (Sarita), Rosanna Banfi (Tea), Paolo Sassanelli (Oscar Nobili), Vincenzo Crocitti (Mariano Valenti), Alessandro Bertolucci (Max Cavilli), Vania De Moraes (Luz), Anita Zagaria (Nilde), Manuele Labate (Alberto Foschi), Michael Cadeddu (Ciccio Martini), Eleonora Cadeddu (Annuccia), Beatrice Fazi (Melina), Jonis Bascir (Jonis), Carlotta Aggravi (Reby), Pino Ferrara (Fausto), Kabir Bedi (Kabir Dahvi), Francesco Salvi (Augusto Torello), Milena Vukotic (Enrica).

## L'avventura continua
- Diretto da: Isabella Leoni
- Scritto da: Paola Pascolini
- Altri interpreti: Paolo Maria Scalondro (Andrea), Federica Sbrenna (Miranda), Matteo Marzocca (Eros)

### Trama
Lele si è trasferito a Parigi, insieme ad Alice e ai due gemellini, per lavorare come ricercatore e professore universitario alla Sorbona. Guido è ancora in Africa insieme a Maria. Alberto è andato a vivere in un appartamento con la psicologa Eloisa e i due sembrano molto innamorati, mentre Nilde ha formato una famiglia con Andrea e con Lele Junior. Ciccio è ancora fidanzato con Miranda, mentre Cettina e Torello hanno avuto un figlio che hanno chiamato Eros. Andrea Biglietti, il compagno di Nilde, viene arrestato perché il socio è scappato all'estero, portandosi via il denaro ricevuto in sovvenzione dall'Unione Europea; Nilde e Nonno Libero, per tirarlo fuori dai guai, devono vendere le cinque villette costruite con le sovvenzioni. Intanto a casa Martini arriva il Dottor Emilio Villari, futuro genero di un vecchio amico di Nonna Enrica; il giovane medico è a Roma perché deve impiantare un nuovo poliambulatorio privato per conto del suocero. Libero riesce a vendere uno dei villini proprio a Emilio, dove verrà impiantato il poliambulatorio.
Incongruenze:
Nel 14º episodio della seconda stagione, "L'odalisca", mentre ci sono i preparativi per il matrimonio di Lele e Alice, Cettina racconta del matrimonio della cugina Melina, che ha dei figli. Questo non può essere lo stesso personaggio interpretato da Beatrice Fazi, che viene introdotta in questa stagione e che non è né sposata, né ha figli.
Nel 26º episodio della quarta stagione, "Itaca", era stato detto che la missione umanitaria di Maria e Guido sarebbe durata per un solo mese; invece, qui scopriamo che Guido e Maria stanno in Africa da molto più tempo.

## W l'autonomia
- Diretto da:
- Scritto da:
- Altri interpreti: Matteo Marzocca (Eros)

### Trama
Alberto torna a vivere a casa Martini, e i familiari capiscono che si è lasciato con la psicologa Eloisa. Cettina continua ad essere iperprotettiva con il figlio Eros, al punto da non riuscire a sopportare l'idea di mandarlo all'asilo. Oscar, che ha ricevuto la nomina a direttore del nascente poliambulatorio di Poggio Fiorito, sta cercando il personale medico e paramedico: chiama Jonis e Mariano, mentre Tea lo esorta ad assumere Sarita, un'omeopata indiana. Torello, per problemi economici, decide di affittare la ex casa di Maria e Guido alla famiglia di Sarita.

## Affronta la tigre
- Diretto da:
- Scritto da:
- Altri interpreti: Subash Scheggi Merlini (Sadju), Rizan Shahul Hameed (Sumede), Luigi Petrucci (Ulmi)

### Trama
La Famiglia Martini conosce il nuovo vicino di casa indiano Kabir, Cettina e Nonna Enrica si invaghiscono di lui, mentre Ciccio e Annuccia dopo le prime reticenze fanno amicizia con i nipoti: Sadju e Sumede. Intanto Poggiofiorito sta diventando comune autonomo e l'avvocato Ulmi si candida come sindaco alla cena d'inaugurazione del ristorante "Little India"; Libero per far fallire i suoi loschi piani, è costretto a candidarsi sul fronte avversario. Intanto tra Sarita ed Emilio c'è uno screzio lavorativo, ma alla fine il medico chiederà scusa alla ragazza, ammettendo di essersi sbagliato.

## Poggio Fiorito Libero
- Diretto da:
- Scritto da:
- Altri interpreti: Luigi Petrucci (Ulmi), Federica Sbrenna (Miranda)

### Trama
Nonno Libero è impegnato nella campagna elettorale contro l'avvocato Ulmi, che ha tra i suoi sostenitori Nonna Enrica; la propaganda si svolge senza esclusione di colpi tra nonno e nonna, e culmina in un faccia a faccia televisivo, in cui scopriamo che Carmen, la cugina di Cettina, non è filippina ma di Mondragone. Sarita ha degli attriti con Emilio, troppo attento a non sfigurare mai. Intanto Nonno Libero vince le elezioni comunali per un solo voto decisivo, quello di Nonna Enrica che nella cabina elettorale tradisce il suo candidato, l'avvocato Ulmi, e vota per suo marito. Ciccio vorrebbe sposarsi con la sua fidanzata Miranda a breve ma i Martini gli fanno cambiare idea, anche perché la ragazza è minorenne.

## Il gazebo della pace
- Diretto da:
- Scritto da:

### Trama
Nonno Libero sopporta sempre meno la confusione dei clienti fuori dal ristorante indiano, e vorrebbe chiuderlo, ma tutte le donne si ribellano perché hanno iniziato a frequentare un corso di yoga organizzato da Kabir, soprattutto Cettina che è affascinata da lui. Nonno Libero indice il suo primo consiglio comunale a casa, ma la seduta viene terminata anzitempo per continue interruzioni da parte dei familiari. Intanto tra Sarita ed Emilio i rapporti raffreddano perché il ragazzo, dopo il bacio che c'è stato tra loro, vuole tenerla lontana; quando lei scopre che il medico è fidanzato, rimane ancor più delusa. Mariano chiede a Oscar che assuma la sua fidanzata Luz come infermiera, e decide di andarci a vivere assieme, ma sua madre è contraria. Nonno Libero inaugura il nuovo gazebo del ristorante indiano di Kabir, dove adesso lavora anche Ciccio per arrotondare.

## La tigre e il fenicottero
- Diretto da:
- Scritto da:
- Altri interpreti: Luigi Montini (Carlo)

### Trama
Alberto riceve una lettera di qualcuno che gli dà appuntamento al centro commerciale e il ragazzo, credendo che si tratti di Eloisa, ci va e incontra il padre. Cettina è sempre più presa da Kabir e confessa a nonno Libero di non riuscire a non pensarci; anche lei inizierà il corso di yoga. Carlo si reca a casa Martini per cercare di parlare con il figlio e Libero, credendo sia un ladro, gli tira una padellata in testa. Emilio aiuta Sarita con un articolo che deve scrivere per una rivista medica, e il ragazzo le dice di essere contento che siano tornati a parlarsi come buoni amici, ma la giovane è visibilmente delusa perché il dottore le piace. Alberto scopre che la madre gli ha nascosto delle lettere del padre e decide di fare pace con lui; mentre i due sono in un locale notturno, il ragazzo avvista una ragazza che sta facendo bungee jumping, il problema è che la ragazza sembra proprio essere Maria.

## Visioni
- Diretto da:
- Scritto da:

### Trama
Alberto racconta a Ciccio di avere visto Maria che faceva bungee jumping ma il cugino non gli crede, ma non è l'unico, perché anche Nonno Libero vede Maria davanti alla scuola di Annuccia; inoltre durante un funerale Torello vede la ragazza vicino all'università, ma anche Cettina non gli crede. La conferma avviene durante il saggio di ginnastica quando Annuccia avvista sua sorella tra gli spettatori. Cettina confessa a Torello di essersi innamorata di Kabir, lui ne soffre molto e chiede a Nonno Libero di andare a parlare con l'indiano. Emilio e Sarita si riavvicinano dopo una giornata di shopping passata assieme.

## Maria dove sei?
- Diretto da:
- Scritto da:
- Altri interpreti: Matteo Marzocca (Eros)

### Trama
Il pediatra Max dopo aver visitato Annuccia, consiglia ai nonni di farla operare alle tonsille per asportarle. Ciccio e Alberto si recano nel luogo dove quest'ultimo ha visto Maria fare bungee jumping per chiedere informazioni, mentre i nonni vanno all'università a cercarla e scoprono che la ragazza consegnerà la tesi di laurea di lì a un mese. Nel frattempo Torello chiede aiuto a Tea per cercare di riconquistare il cuore della sua amata Cettina, ipnotizzata più che mai da Kabir; alla fine Cettina decide di separarsi ma il marito le impone la condizione di separati in casa, per non stare lontano dal figlio Eros. Maria intanto di notte va a trovare Annuccia, le lascia un disegno e scappa, ma la bambina si sveglia e chiama i nonni, così Libero rincorre la ragazza, che finalmente non deve più nascondersi; la giovane Martini appare molto cambiata e non ha intenzione di tornare a casa, preferendo rimanere ospite di Reby.
Luz viene cacciata in malo modo da casa, dalla madre di Mariano e mentre piange incontra Emilio che la ospita nella sua stanza a casa Martini; il mattino dopo Sarita va da lui e incontra Luz con addosso solo una camicia del medico, e ne trae la conclusione che i due abbiano passato la notte assieme, così gli dà uno schiaffo, ma non sa che in realtà Emilio ha fatto il turno al poliambulatorio per sostituire proprio Mariano.
Curiosità: 
Quest'episodio ha lo stesso titolo dell'episodio della quarta serie dove Guido scappa ma qui a non farsi trovare è Maria.

## Aggiungi un posto al tavolo
- Diretto da:
- Scritto da:
- Altri interpreti: Elisabetta Pellini (Alba)

### Trama
Cettina vive con Torello da separati in casa, ma la convivenza è piuttosto severa, i due infatti non devono dormire insieme e la casa viene divisa a metà; intanto Alberto e Ciccio vanno a trovare Maria, ma la ragazza mostra di volerli liquidare in fretta, la sera stessa la seguono in un locale e lei dice di voler dimenticare ciò che è accaduto nei 2 anni in cui è stata in Africa. Nel frattempo Kabir chiede a Nonno Libero in qualità di Sindaco l'autorizzazione per mettere i tavolini fuori dal suo ristorante, ma Nonno Libero gli concede il permesso per un solo tavolo. Sarita è delusa da Emilio perché crede che lui abbia passato la notte con Luz, avendo tradito sia Mariano sia la sua fidanzata Alba. Melina trova in mezzo al bucato il foglietto che pubblicizza il bungee jumping e lo mostra al nonno; lui, pensando siano Ciccio e Alberto a fare questo sport, li raggiunge nel luogo e trova invece Maria che si sta per lanciare. La ragazza urla di voler essere lasciata in pace e di star male.

## Giù la maschera
- Diretto da:
- Scritto da:
- Altri interpreti: Flavio Parenti (Boris)

### Trama
Nonno Libero va a trovare Maria e tenta di convincerla a tornare a casa, ma la ragazza ancora non se la sente; il giorno dopo però Boris, il ragazzo di Reby, tenta di baciarla, incontrando il suo dissenso, e la ragazza decide di andarsene per tornare dai Martini. Grazie all'aiuto di Tea, Oscar e Max si scoprono innamorati, mentre Sarita tenta di far ingelosire Emilio proprio con Max,ma lui la smaschera. Intanto Torello soffre sempre di più per Cettina e ciò si ripercuote sull'agenzia, perché inizia ad essere distratto e a combinare guai.
Curiosità: 
Boris, il fidanzato di Reby, è l'attore Flavio Parenti che interpreterà il dottor Lorenzo Martini nelle serie 9 e 10.

## Bisogni
- Diretto da:
- Scritto da:
- Altri interpreti: Rizan Shahul Hameed (Sumede), Laura Pestellini, Federica Sbrenna (Miranda)

### Trama
Dopo essere stato richiamato dal padre della sua fidanzata, Emilio deve ritornare definitivamente a Torino; Max ed Oscar allora organizzano una cena d'addio e Sarita si offre per cucinare. Mentre Sarita ed Emilio aspettano a casa di Max, lui e Oscar telefonano dicendo di essere impegnati al poliambulatorio e di non poter raggiungerli a cena; in realtà è una cosa architettata per farli stare da soli. I due credono di non rivedersi più e così si baciano finendo poi per fare l'amore. Intanto Ciccio inizia a fare lavori sociali per il comune, e si trova a occuparsi di Fausto, che si è rotto gamba e braccio. Annuccia e Sumede trovano uno scatolone con due cagnolini fuori scuola e decidono di tenerne uno per uno; Enrica è però allergica al pelo del cane, ma Miranda vedendo il cagnolino se ne innamora e con Ciccio decidono di tenerlo di nascosto da Fausto. Intanto Emilio arrivato a Torino non fa che pensare a Sarita, così chiede al suocero con una scusa di tornare a Roma; appena arrivato, si reca subito da Sarita, dicendole di essere tornato solo per lei. Cettina dichiara finalmente a Kabir il suo amore e gli chiede se anche lui prova gli stessi sentimenti, ma l'indiano però le fa capire ancora una volta che tra loro due non ci potrà mai essere niente di più che una purissima e semplicissima amicizia e la donna ci rimane molto male.

## Conti in rosso
- Diretto da:
- Scritto da:
- Altri interpreti: Flavio Parenti (Boris), Rizan Shahul Hameed (Sumede)
- Guest star: Gian (Alfredo De Certinis)

### Trama
Emilio dichiara il suo amore a Sarita dicendole però che si trova in una situazione molto difficile e non sa come comportarsi; la ragazza vorrebbe aspettarlo, ma ha paura che entrambi finiranno per farsi del male. Intanto la Torellhonor sembra essere in bancarotta da quando Torello trascura gli affari pensando ai problemi matrimoniali. Maria viene a sapere che al ristorante indiano cercano una cameriera e decide di proporsi in prova; inoltre continua a farsi negare con Reby, ma poi decide di essere sincera e rivelarle la verità su Boris, ma la sua amica non le crede e chiude con lei. Sumede ed Annuccia marinano la scuola a causa di un avviso di scuola che la bambina non ha fatto vedere a Nonno Libero, perché non vuole che la maestra racconti a quest'ultimo che ha fatto più volte scena muta alle interrogazioni.

## Speriamo che sia una bambina
- Diretto da:
- Scritto da:
- Altri interpreti: Matteo Marzocca (Eros), Rizan Shahul Hameed (Sumede), Fiorella Magrin (Elide), Stefano Fresi (Rosalbo)

### Trama
La Torellhonor è sull'orlo del fallimento, Cettina porta Eros in gita a Mondragone a trovare i famigliari, ma a salvare la situazione provvedono i parenti di Torello, arrivati da Brescia; questi ultimi si installano in casa in modo prepotente, rendendo la vita dei coniugi impossibile, e Augusto viene degradato a semplice lavorante. Nel frattempo Sarita ed Emilio, dopo avere convinto una coppia indiana a non praticare l'aborto, decidono di aprire un consultorio per donne extracomunitarie, 
Annuccia desidera tanto un cellulare perché tutti i suoi compagni ce l'hanno, meno che Sumede, ma Libero non vuole; nonna Enrica allora la accontenta e lo acquista, ma il nonno si accorda con Kabir in modo che i nipoti dividano un solo cellulare in due. Maria intanto si reca all'università per consegnare la tesi, ma alla fine non lo fa perché sente troppe pressioni addosso da parte della famiglia.

## Concorrenza leale
- Diretto da:
- Scritto da:
- Altri interpreti: Matteo Marzocca (Eros), Delia D'Alberti (Livia), Lillo & Greg (Zinco), Elisabetta Pellini (Alba), Luigi Montini (Carlo), Fiorella Magrin (Elide), Stefano Fresi (Rosalbo)

### Trama
Alla Torellhonor i parenti di Brescia hanno preso in mano gli affari e trattano Torello come un semplice lavorante, anche nello stipendio; a causa di questo Cettina è costretta a togliere Eros dal costoso asilo privato e a portarlo in quello del comune, inoltre per pagare le spese si mette alla ricerca di un lavoro. All'inizio Enrica le propone di fare la badante all'anziana zia della sua amica Livia, ma quando Cettina si reca nella casa, scopre che la signora è deceduta e aiuta Livia a organizzare il funerale; vengono chiamati i fratelli Zinco dell'agenzia funebre e, notate le capacità di Cettina, le fanno un'offerta di lavoro da non rifiutare. Nel frattempo Emilio decide di dire ad Alba che si è innamorato di un'altra ma Sarita, per paura che mandi a monte la sua carriera e il progetto del consultorio, blocca il medico proprio mentre sta per confessare tutto. Alberto scopre che il padre ha un tumore e si preoccupa molto per la sua salute, dato che gli rimangono pochi mesi di vita.

## La signora in rosso
- Diretto da:
- Scritto da:
- Altri interpreti: Luigi Montini (Carlo Foschi), Matteo Marzocca (Eros), Lillo & Greg (Zinco), Elisabetta Pellini (Alba), Fiorella Magrin (Elide), Stefano Fresi (Rosalbo)

### Trama
Carlo Foschi dice di essersi ripreso bene dall'ultimo malore avuto ma Alberto scopre da Emilio che la chemioterapia non ha avuto l'effetto sperato e che gli restano pochi mesi di vita; il ragazzo decide comunque di non dirgli niente e assecondarlo nel desiderio di vivere serenamente il tempo che gli rimane. Cettina non sopporta più di vedere i parenti di Brescia che umiliano Augusto davanti al piccolo Eros, quindi decide di chiedere ospitalità ai Martini; nel frattempo ha iniziato a lavorare dai fratelli Zinco che la apprezzano molto, e le chiedono di andare a Pescara per un sopralluogo nella nuova filiale. Intanto Annuccia diventa signorina e Maria si dimostra amorevole nei suoi confronti. Emilio è deluso perché Sarita non ha lasciato che lui dicesse la verità ad Alba e decide di interrompere la storia, perché pensa che lei abbia agito così perché non è convinta di loro due assieme. A causa di complicazioni mentre si trova in Toscana, Carlo muore e per sua volontà il funerale è organizzato come un party.

## La festa indiana
- Diretto da:
- Scritto da:
- Altri interpreti: Francesca Perini (Chicca), Subash Scheggi Merlini (Saju)

### Trama
Tea deve organizzare una festa per il diciottesimo compleanno di sua figlia Chicca e sceglie il ristorante indiano; quando vi si reca per accordarsi con Kabir, lui non c'è e Tea parla con suo nipote Saju, che avendo bisogno di soldi le dice che si occuperà personalmente dell'organizzazione, facendosi lasciare un anticipo. Kabir scopre il piano del nipote e lo punisce, ma è comunque costretto a sistemare il locale e a preparare l'occorrente per la festa, aiutato dai Martini. Ciccio, Annuccia, Saju, Sarita e Maria si offrono come ballerini e movimentano la serata; alla fine Maria viene eletta "Regina della festa" e finalmente confida a Sarita il suo segreto: in Africa ha dovuto scegliere chi salvare fra due bambini, visto che aveva con sé una sola dose di medicina. Emilio, dopo essere stato a Torino, torna a Roma e dichiara a Sarita il suo amore, confessandole di non aver mai provato ciò che prova per lei.
- Questo è l'unico episodio, tra tutti i 286 episodi della serie, in cui un personaggio cita testualmente un verso della Bibbia, libro sacro per l'ebraismo e per il cristianesimo. È notevole il fatto che quest'unica citazione provenga da Sarita, un personaggio di fede induista.

## Due cuori e un capanno
- Diretto da:
- Scritto da:
- Altri interpreti: Federica Sbrenna (Miranda), Paolo Maria Scalondro (Andrea), Matteo Marzocca (Eros), Cosimo Cinieri (Gualtiero), Elisabetta Pellini (Alba)

### Trama
Ciccio e Miranda vorrebbero dormire assieme a casa Martini per un week-end, ma dopo che sia Andrea che i nonni si sono opposti, decidono di fuggire e si rifugiano in un casolare in campagna, di proprietà dei genitori di un loro amico comune; tutti sono preoccupati, ma poi grazie ad una geniale nonché involontaria intuizione del piccolo Eros, Nonno Libero li va a cercare, mentre i ragazzi stufi del freddo e della mancanza di cibo sono già tornati a casa. Gualtiero deciso ad effettuare i tagli al personale del poliambulatorio sollecita Emilio tramite un'e-mail a prendere una decisione, consigliando i settori da snellire, tra cui l'omeopatia (il campo di Sarita); Jonis però legge l'e-mail e lo confida ai colleghi che si arrabbiano con Emilio. Quest'ultimo, dopo una conversazione con Nonno Libero, prende una decisione e rassegna le sue dimissioni, perché così il bilancio torna in attivo e non c'è bisogno di licenziare nessun altro; inoltre trova finalmente il coraggio di parlare con Alba, lasciandola. Maria, grazie alla vicinanza e all'aiuto di Sarita, riesce a rivelare il suo segreto ai famigliari.

## L'amore è cieco
- Diretto da:
- Scritto da:
- Altri interpreti: Flavio Parenti (Boris), Pietro Pulcini - cameo

### Trama
Al Poliambulatorio sono tutti riuniti ad aspettare la comunicazione di chi sarà licenziato, ma tutti rimangono stupiti nel leggere che Emilio per salvare i colleghi ha presentato le proprie dimissioni, in particolare Sarita che si pente di averlo trattato male; Emilio dispiaciuto, decide di tornare a Torino per iniziare una nuova vita. Poche ore prima della partenza, va da Sarita per salutarla un'ultima volta, ma nel frattempo la ragazza riceve una telefonata dove le dicono che suo fratello è stato fermato dai carabinieri; il medico decide allora di accompagnarla in caserma, si tratta di una sciocchezza ma a causa del contrattempo lui perde l'aereo. Maria va da Reby il giorno del suo compleanno ed arriva appena in tempo per salvare Boris che ha avuto una crisi ipertensiva, così le due si riappacificano, mentre Reby caccia di casa il fidanzato dopo avere scoperto che è un bugiardo e che fa uso di stupefacenti. Emilio vorrebbe chiedere a Sarita di sposarlo ma è frenato dal fatto che al momento non ha un lavoro e nemmeno una casa e ne parla con Maria; Nonna Enrica da poco operatasi alle cataratte vede il medico che mette al dito di Maria, per gioco, un anellino di plastica e si convince che tra i due ci sia del tenero, quindi ne parla subito a Nonno Libero. Il giorno dopo, tutto diventa più chiaro, Maria spiega ai nonni che l'anello non era per lei e alla fine Emilio chiede a Sarita di sposarlo perché la ama.

## Un fidanzato di troppo
- Diretto da: Ugo Fabrizio Giordani
- Scritto da:
- Altri interpreti: Cosimo Cinieri (Gualtiero Serravalle), Paola Minaccioni (Maura), Maria Pia Di Meo (la astrologa, madre di Emilio) Beatrice Galati (Agnese)

### Trama
Sarita accetta la proposta di matrimonio di Emilio, ma la tradizione indiana prevede che lo sposo si rechi dalla sposa con i propri genitori e chieda la mano alla famiglia di lei; Emilio allora chiede a sua madre di raggiungerlo insieme al padre a Roma ma lei, non essendo d'accordo, gli dice di prendere tempo, così alla fine Nonno Libero e Nonna Enrica si offrono di accompagnarlo con la famiglia Martini. Nonno Kabir si oppone a questo matrimonio dicendo che Sarita è promessa sposa ad un giovane ragazzo indiano; oltre a questo intoppo, Emilio ha difficoltà ad essere assunto da una nuova clinica perché nessuno vuole mettersi contro il potente Gualtiero Serravalle. Maria intanto, ha deciso di riscrivere la tesi e inizia l'internato al poliambulatorio, dove viene posta al centralino; dopo un'emergenza in cui la ragazza ha dovuto sostituire un medico al pronto soccorso, propone a Emilio di farsi assumere appunto come medico in ambulanza. Max è geloso perché Maura, la mamma di un compagno di scuola di Agnese, è innamorata di Oscar. Melina va a fare un provino a Teletua per un nuovo reality show ed è alla ricerca di un cavaliere per ballare il tango, ma Torello all'ultimo non si presenta, così Nonno Libero è costretto ad accompagnarla.

## A.A.A. fidanzato cercasi
- Diretto da:
- Scritto da:
- Altri interpreti: Paola Minaccioni (Maura)

### Trama
Sarita cerca di convincere Kabir ad accettare Emilio, ma lui è contrario poiché secondo la sua mentalità è molto importante rispettare le tradizioni, e quindi mette un annuncio su internet per trovare Ravi (il promesso sposo della ragazza); la nipote decide di lasciare casa sua fin quando lui non avrà accettato il suo fidanzato e va a stare dai Martini. Emilio però non potendo vedere Sarita in lacrime si reca da Kabir e ne nasce una discussione; poi il medico viene chiamato per un'emergenza e per difendere un ragazzo nero viene coinvolto in una rissa, fatto che colpisce molto Kabir. Quest'ultimo allora si reca dalla nipote per dare la sua approvazione, avendo capito che Emilio è il ragazzo giusto per lei. Nel frattempo Maura corteggia esplicitamente Oscar, suscitando sempre più la gelosia di Max. Nonno Libero e Nonna Enrica festeggiano il loro anniversario di nozze e lui decide di regalarle una costosa cipria del Mar Morto, ma Melina sbadatamente la scambia con l'urna delle ceneri di un morto; la stessa colf intanto, stanca di essere zitella, su consiglio di Enrica decide di trovarsi un marito facoltoso, puntando su Torello, vista la lontananza di Cettina.

## Vendesi
- Diretto da:
- Scritto da:
- Altri interpreti: Cosimo Cinieri (Gualtiero Serravalle)

### Trama
Sarita ed Emilio sono costantemente impegnati nei preparativi delle nozze, ma devono anche tenere a bada l'invadenza delle loro rispettive famiglie: Enrica vorrebbe organizzare un matrimonio in grande, mentre Kabir una tradizionale festa indiana; inoltre quest'ultimo vorrebbe che i due sposi facessero la lista nozze in un'agenzia viaggi, in modo da andare in luna di miele in India, perché Emilio conosca la cultura e il luogo natio di Sarita. Intanto si sparge la notizia che il poliambulatorio verrà messo in vendita e Torello propone ai parenti di Brescia l'idea di farne uno store di bare, mentre Libero propone che sia il comune ad acquistarlo, ma si tratta di una cifra esorbitante.
Nonna Enrica viene invitata a cena a lume di candela da Gualtiero Serravalle che le propone di sposarlo, ma la donna rifiuta dicendogli chiaro e tondo che ha già un marito e che lo ama molto.

## Ospite a sorpresa
- Diretto da:
- Scritto da:
- Altri interpreti: Paola Minaccioni (Maura), Cosimo Cinieri (Serravalle), Stefano Fresi (Rosalbo), Carole André (Caterina Morelli)

### Trama
Emilio ha un'idea per salvare il poliambulatorio, acquistarlo insieme ai colleghi e ai pazienti secondo la pratica dell'azionariato popolare, diventando tutti proprietari di una piccola quota; grazie all'aiuto di Maura e di Kabir, che fa da sponsor, riescono ad acquistare da Serravalle il poliambulatorio, battendo l'offerta di Rosalbo. Durante la serata viene organizzata una festa al ristorante indiano per festeggiare la riuscita della trattativa, ma all'improvviso arriva Ravi, il promesso sposo di Sarita.
Intanto per i futuri sposi vengono organizzate due feste di addio al celibato/nubilato, ma poco prima che Sarita esca di casa, nasce il bambino del nuovo aiuto-cuoco, che corre in ospedale, abbandonando il ristorante, perciò nel cercare di rintracciare Kabir, la nipote scopre che si è recato al concerto di una sua vecchia fiamma, una cantante lirica di successo, Caterina Morelli. Nel frattempo Melina avvelena i parenti di Torello, mettendo delle uova rancide nel risotto.

## Le bambine di Poggio Fiorito
- Diretto da:
- Scritto da:

### Trama
La figlia di Tea, ispirata dalla mamma, in gran segreto scrive un romanzo decisamente piccante che vince il premio letterario di Poggio Fiorito, organizzato da Libero su consiglio di Maria; durante la premiazione rivela la sua identità nascosta dietro uno pseudonimo, aprendo finalmente il suo cuore alla mamma, di cui è sempre stata ammiratrice. Melina per errore cucina un coniglio che Torello doveva seppellire nel suo primo funerale per animali, in un disperato tentativo di rimediare soldi; i due imbarazzatissimi, lo sostituiscono con un peluche, ma lo stratagemma non funziona. Nel frattempo, al ristorante indiano l'arrivo di Ravi crea scompiglio, anche perché Kabir non ha il coraggio di rivelargli che sua nipote si sposerà presto con Emilio; il giovane si presenta al poliambulatorio da Sarita, turbando Emilio, ignaro del fatto che sia lui il promesso sposo indiano. La ragazza però decide di dire la verità all'indiano, che inizialmente le dice che scriverà una lettera con cui rinuncerà a lei, ma poco dopo si presenta al ristorante dicendo che il suo anziano nonno ha appena comprato un biglietto per venire in Italia a conoscere la futura sposa e che lui non ha avuto il coraggio di metterlo al corrente della situazione poiché è prossimo alla morte, così le chiede di simulare il loro fidanzamento.

## Laurea ad honorem
- Diretto da:
- Scritto da:
- Altri interpreti: Stefano Fresi (Rosalbo), Paola Minaccioni (Maura)

### Trama
Maria si ammala di orecchioni e non può più discutere la tesi quindi per evitare che la ragazza aspetti altri tre mesi, visto che non vede l'ora di tornare in Africa da Guido, la famiglia prepara un piano; inizialmente i nonni decidono di andare a parlare con il professore di Maria, perché Emilio li ha avvisati del fatto che è possibile fare una sessione di laurea per ammalati, ma il professore rifiuta. Allora Ciccio propone che un'altra ragazza si presenti e viene scelta Reby; la ragazza passa la nottata con Alberto per imparare la tesi e tra i due intanto scocca la scintilla. Il giorno della laurea, però, nonna Enrica dimentica a casa il tesserino universitario di Maria, perciò la famiglia arriva in ritardo, quando tutte le tesi sono state discusse; fortunatamente Maria riceve la notizia che il professore ha deciso di indire una sessione malati solo per lei. Rosalbo fa finta di innamorarsi di Maura, direttrice della Banca di Poggio Fiorito, per ottenere un prestito per salvare la Torellhonor, e quando lei capisce che era tutta una finta si dispera, perché è rimasta sola per l'ennesima volta. Intanto Sarita accetta di simulare il fidanzamento con Ravi per fare piacere al nonno moribondo, ovviamente causando la gelosia di Emilio; dopo un malore si viene a sapere che il nonno di Ravi non è affatto moribondo, ma sta benissimo.

## Addii
- Diretto da:
- Scritto da:
- Altri interpreti: Lillo & Greg (Zinco), Carmen Onorati (Signora Annulli), Luigi Petrucci (Avvocato Ulmi)

### Trama
Sarita ed Emilio stanno preparando il loro matrimonio, ma Ravi consegna alla ragazza una lettera di suo padre, scritta più di 25 anni prima, in cui afferma di aver rubato denaro dalla cassaforte dello studio medico di cui era socio assieme al padre di Ravi; non potendo restituire i soldi, promise la figlia ancora piccola in sposa al figlio del suo amico. La donna rifiuta di sposarlo, quindi Ravi le intima di pagare il debito, quasi ottocentomila euro; non vuole far sapere nulla a suo nonno, inoltre il fatto la rende molto nervosa, facendola discutere con Emilio. Ravi non accetta il pagamento rateale proposto da Sarita, e quindi la ragazza è costretta a sposarlo. Cettina torna a Roma per acquistare la Torellhonor per conto dei fratelli Zinco; trova però una sorpresa: Melina in vestaglia nella sua vecchia camera da letto, che le dice che il marito l'ha dimenticata. La donna allora decide di donare la ditta a Torello come regalo d'addio, credendo che l'uomo sia felice accanto a Melina. Sorgono dissapori tra Nonno Libero e Nonna Enrica perché quest'ultima sente che lui la definisce "vecchia, babbiona e rimbambita" al telefono con Oscar; in realtà ciò era rivolto alla Signora Annulli, ma la donna chiede addirittura all'Avvocato Ulmi di separarsi. Ma non è finita qui, perché Enrica scopre che il matrimonio è nullo, visto che Fausto aveva firmato solo con il nome di battesimo e quindi se ne va di casa.

## Tutti i nodi vengono al pettine
- Diretto da:
- Scritto da:
- Altri interpreti: Carole André (Caterina Morelli)

### Trama
Sarita ha deciso di sposare Ravi e chiede a suo nonno di dire la verità a Emilio, nonostante lui non creda totalmente che la nipote non ami più il suo vero amore. Maria si lascia sfuggire con Emilio il motivo per cui la giovane indiana lo ha lasciato, e quest'ultimo va in hotel da Ravi e lo aggredisce. Cettina ed Enrica, di nuovo single, vivono momentaneamente in un residence per ricche signore. Torello confessa a Cettina di non aver mai smesso di pensarla e di amarla, quindi i due tornano assieme. Maria riesce finalmente a discutere la tesi e laurearsi con 110 e rivede il bambino che salvò mentre stava in Africa. Alla cerimonia di Sarita, arriva un uomo che si proclama il vero Ravi Surimi, mentre l'altro sarebbe un impostore; quest'ultimo viene arrestato e Sarita può sposare Emilio perché il vero Ravi rompe la promessa antica, essendo già sposato. Libero ed Enrica fanno pace, e Kabir chiede a Caterina Morelli di sposarlo.